# World in Conflict
 World in Conflict (також відома як WiC та WIC) — відеогра жанру стратегії в реальному часі, розроблена студією Massive Entertainment і випущена компанією Sierra Entertainment для Windows. У Північній Америці гра вийшла в світ 18 вересня 2007, у Австралії і Новій Зеландії 20 вересня 2007, у Європі 21 вересня 2007, в Тайвані 31 жовтня 2007 в зв'язку з тривалою роботою над перекладом.
10 березня 2009 року творці гри випустили доповнення World in Conflict: Soviet Assault, де гравцеві була дана можливість зіграти у одиночній кампанії за СРСР.
Дія гри відбувається у 1989 році у альтернативній реальності. Економічні труднощі, які відчуває Радянський Союз, стали загрожувати його цілісності, в результаті чого СРСР починає військові дії проти ряду капіталістичних країн. Почалася Третя Світова Війна.

## Огляд
Гравець в «World in Conflict» не займається створенням бази або збором ресурсів. Замість цього гравцеві видається певна кількість очок підкріплення для придбання солдатів і бойової техніки. Після знищення однієї бойової одиниці ворогом очки, на які вона була придбана, поступово повертаються гравцеві, дозволяючи придбати нову одиницю. Цей стиль гри дуже нагадує «Ground Control», іншу стратегію у реальному часі від Massive Entertainment. «World in Conflict» навіть називають духовною спадкоємицею «Ground Control».

### Фракції
У оригінальній грі присутні три основні фракції: США, СРСР і НАТО. В режимі мультиплеєра можна грати за всі три фракції; у синглплеєр-кампанії розповідь ведеться виключно від імені військових США і НАТО.
В доповненні Soviet Assault з'являється можливість зіграти за СРСР у одиночному режимі.

### Ролі
В грі гравець обирає одну з чотирьох ролей, кожна з яких має свої ексклюзивні типи військ:
- Піхота (англ. Infantry) — гравець має доступ до спеціалізованих загонів піхоти і легких видів транспорту;
- Бронетехніка (англ. Armor) — легкі, середні і важкі типи танків, а також бронетранспортери і амфібії;
- Повітря (англ. Air) — вертольоти для різних типів завдань: розвідувальні, транспортні, середні штурмові та важкі штурмові;
- Підтримка (англ. Support) — в гравця є доступ до ремонтного танку, легкого транспорту (який теж може ремонтувати іншу техніку але не себе, на відміну від ремонтного танка), ЗСУ (зенітна самохідна установка) і ЗРК (зенітно-ракетний комплекс), може користуватися середньою і важкою артилеріями, а також має доступ до послуг інженера.

Після обирання конкретної ролі війська інших класів будуть або недоступні, або доступні з підвищеною вартістю.

### Війська
Бойові одиниці в грі мають різні спец-особливості. Наприклад, піхота може скористатися гранатометною атакою, середні танки використовують осколкові снаряди, важкі танки оснащені протитанковими снарядами, середні вертольоти — ЗУРами, важкі вертольоти — ПТРК, середня артилерія — фосфорними
(запальними) снарядами, важка артилерія — димовими снарядами. Більшість військ також може оборонятися: піхота може бігти спринтом, танки — випускати димову завісу, а вертольоти — викидати теплові пастки для відводу ворожих ракет. Війська трьох сторін не надто відрізняються один від одного; озброєння деяких одиниць одного типу може різнитися, але у іншому — розходження лише у зовнішньому вигляді.
Особливістю гри є те, що у всіх типів військ є реальні прототипи:
- Бронетехніка
  - Важкі танки: M1A1 «Абрамс» (США), Т-80У (СРСР), Леопард 2A4 (НАТО);
  - Середні танки: М60А3 (США), Т-62 (СРСР), Чифтен Mk.5 (НАТО);
  - Легкі танки: M551А1 «Шерідан» (США), ПТ-76 (СРСР), FV-101 «Скорпіон» (НАТО);
  - Бронетранспортери: М2А2 «Бредлі» (США), БМП-2 (СРСР), «Уорріор» (НАТО);
  - Плаваючі бронетранспортери: AAVP-7A1 (США), БТР-80 (СРСР), «Рись» (НАТО).
- Повітря
  - Важкі ударні вертольоти: AH-64A «Апач» (США), Мі-24В (СРСР), А129 «Мангуст» (НАТО);
  - Середні ударні вертольоти: AH-1W «СуперКобра» (США), Мі-28 (СРСР), SA-341 «Газель» (НАТО);
  - Розвідувальні вертольоти: OH-6 «Кайюс» (США), Ка-25 (СРСР), Bo-105 PAH-1 (НАТО);
  - Транспортні гелікоптери: UH-60 «Блек Хок» (США), Мі-8 (СРСР), SA-330 «Супер пума» (НАТО).
- Піхота
  - Піхотні загони;
  - Протитанкові піхотні загони;
  - Снайпери;
  - Інженери-підривники;
  - Транспорт: HMMWV (США), УАЗ-469 (СРСР), D-90 (НАТО);
  - Транспортні вантажівки: M939 (США), Урал-4320 (СРСР), TRM 4000 (НАТО).
- Підтримка
  - Важкі зенітні машини: М730А2 (США), 9К35 «Стріла-10» (СРСР), «Роланд» (НАТО);
  - Середні зенітні машини: M163 VADS (США), ЗСУ-23-4 «Шилка» (СРСР), «Гепард» (НАТО);
  - Важка артилерія: M270 MLRS (США), 2С7 «Півонія» (СРСР), LARS 110 SF 2 (НАТО);
  - Середня артилерія: M125 (США), 2С1 «Гвоздика» (СРСР), FV432 (НАТО);
  - Ремонтні танки: M88A1 ARV (США), Вт-55 (СРСР), Chieftain AAVR (НАТО).

## Сюжет
Гравець приймає роль «німого протагоніста» — лейтенанта армії США Паркера. На початку гри (відлік ведеться з 1989 року) він знаходиться у місті Сієтл. В міру просування сюжету Паркер отримує звання капітана.
Гравець управляє Паркером на декількох театрах військових дій, включаючи Марсель, за який борються війська СРСР, східне узбережжя США і Мурманськ. Разом з Паркером б'ються капітан Марк Беннона і капітан (пізніше майор) Джеймс Уебб. Троє цих офіцерів знаходяться під командуванням полковника Джеремі Сойєра.
В листопаді. 1989 рік. В гавані Сієтла з'явилися кораблі без пізнавальних знаків. Несподівано з кораблів з'явилися радянські війська. Вони починають вторгнення. Армія США не може протистояти силам Радянської армії і відступає. Серед них полковник Сойєр, капітан Беннона, капітан Уебб і лейтенант Паркер. Військам США вдається реорганізуватися і успішно тримати оборону форту Теллер, у якому знаходиться одна зі станцій ПРО проекту «Зоряні війни». Хоча проект — фікція, Радянському командуванню це невідомо, інакше б почалася повномасштабна ядерна війна. Оборона встояла, але військам США необхідно вжити рішучіші дії. Вирішуючи скинути тактичну ядерну ракету на місто Кескейд-Фолз, де і тримається оборона, капітан Беннона і його загін залишаються, щоб не дати військам СРСР бігти.
Після вибуху, слідують спогади Паркера, про те, як він і Беннона вперше познайомилися з Сойєр, воюючи проти військ СРСР у Європі. Радянські війська ведуть бої за Марсель і громлять війська НАТО. Армія США просить допомоги в Сойєра. Сойєр погодився, і знову повернувся у армію. Під час бою у Франції, Беннона, командуючи танковою ротою разом з місцевим командиром батальйону комендантом Жан-Баптистом Сабатьє, вирішує залишити коменданта, тим самим порушивши наказ Сойєра, і посилити сили Паркера. Сабатьє потрапляє в засідку і гине. Беннона відчуває докори сумління все життя, і зривається, відкриваючи вогонь по російським цивільним, прийнявши їх за солдатів. Полковник Сойєр, у люті від некомпетентності Беннона, збирається перевести його у інший батальйон, але військове командування відмовляє йому, так як досвідчених офіцерів занадто мало. За цей час розвіддані, отримані від СРСР, повідомляють, що СРСР може напасти на США. Нью-Йорк і інші великі міста готуються протистояти ворогові, і це рятує їх від елітних російських військ. Оскільки Америці більше нічого не загрожує, Паркеру надають відгул, щоб побачитися з сім'єю в Сієтлі, а Сойєр нарешті може перевести Беннона охороняти військовий склад в Сієтлі. Але розвідка США помилилася, вважаючи загрозу нейтралізованої.
Китай офіційно вступає в війну на боці СРСР, посилаючи великий флот вторгнення у Сієтл. Це ставить США в небезпечну ситуацію. Якщо Китаю вдасться висадити війська на територію США, то радянським і китайським силам вдасться захопити все західне узбережжя країни. Це означає що армії США необхідно взяти Сієтл своїми невеликими силами, або президентові доведеться знищити і ворога, і місто стратегічної ядерною боєголовкою. Наступні кілька днів Паркер, Сойєр і Уебб поспішають пробитися через російські війська і повернути контроль над містом перш, ніж в президента не залишиться вибору. Напруга цих днів і відчуття провини за загибель Беннона сильно розхитує нерви Сойєра. На початку атаки він здійснює декілька критичних помилок, які доводиться виправляти Уебб і Паркеру. Оскільки у китайців немає спорядження для десантування, вони відступають, бачачи, що гавань втрачено.
Хоча це точно не вказується, оповідачем гри є сам Паркер (голос Алека Болдуїна). Попри те, що Сієтл знову перебуває у руках американців, війна все ще продовжується у Європі та в інших частинах світу. Гра закінчується повідомленням про те, що Паркера знову викличуть битися, вказуючи на можливий аддон або продовження.

## Гра через інтернет
Крім сюжетної гри, можна грати через інтернет з реальними людьми, і саме цей режим є основним. Кампанія — здебільшого розминка. У інтернеті можна грати на стороні США, НАТО і СРСР. Тут гравцеві треба створити профіль. Можна створити або приєднатися до клану. У своєму профілі гравець може подивитися нагороди, відгуки інших людей. Гравець починає зі звання новобранець, і закінчує званням генерал. Існує рейтинг, є розділ «100 найкращих», тут 100 найкращих гравців. Є можливість пограти на картах, яких не було у сюжетній грі. Грати можна або на публічних серверах, або на закритих кланових (clan war, КВ).

## Відгуки преси
«World in Conflict» була визнана найкращою RTS 2007 редакцією найбільшого російського ігрового порталу Absolute Games, обійшовши такі ігри як «Command&Conquer 3: Tiberium Wars» і «Supreme Commander». За результатами опитування читачів AG гра поступилася першим місцем C&C3. Також WiC отримала перше місце в номінації «Найкращий мультиплеер року» і друге — у «Найкраще колекційне видання» на думку редакції AG.